# João Gonçalves (Entdecker)
João Gonçalves (lebte im 15. und 16. Jahrhundert) war ein portugiesischer Seefahrer und Entdecker.

## Person
Über João Gonçalves ist nur wenig bekannt. Er entstammte einer vornehmen Familie, aber seine Geburts- und Todesdaten sind nicht überliefert. In Hafenaufzeichnungen aus Bristol vom September 1486 werden die portugiesischen Händler „ffornandus and Gunsalu“ und im Januar 1493 ein „Johannes ffornandus“ erwähnt. Bei „ffornandus“ handelte es sich um João Fernandes Lavrador, vermutlich ist mit „Gunsalu“ João Gonçalves gemeint. Im Jahre 1496 wurde Gonçalves begnadigt, nachdem er wegen Ehebruchs mit seiner Schwägerin verurteilt worden war.
Ob eine Verwandtschaft zum Seefahrer André Gonçalves bestand, ist unbekannt, zumal der Familienname Gonçalves in Portugal sehr häufig vorkommt.
Gonçalves stammte wohl wie die Brüder João Fernandes Lavrador und Francisco Fernandes von den Azoren, wie der Patentbrief vom 19. März 1501 erwähnte (portugiesisch escudeiro, natural de Açores, deutsch „Knappe, von den Azoren stammend“).

## Entdeckungsreisen
João Gonçalves hat mindestens zwei Entdeckungsreisen unternommen. 
Erste Reise
Am 19. März 1501 erhielten João Fernandes, sein wahrscheinlicher Bruder Francisco Fernandes, João Gonçalves und englische Kaufleute (Thomas Ashhurst und John Thomas) einen Patentbrief vom englischen König Heinrich VII. Von dieser Reise ist nichts überliefert. Am 15. September 1502 sprach der König Francisco Fernandes und João Gonçalves eine königliche Pension zu, João Fernandes Lavrador dagegen nicht; es wird vermutet, dass er auf der Reise verstarb. Beide Überlebenden erhielten die Pension „in Anerkennung der treuen Dienste, die sie uns geleistet haben…“, „…als sie im neu gefundenen Land waren…“ (englisch that have been in the newe founde lande).
Zweite Reise
Am 9. Dezember 1502 erteilte Heinrich VII. ein weiteres Patent an João Gonçalves, Francisco Fernandes, Thomas Ashhurst und Hugh Elyot. Auch von dieser Reise ist nichts bekannt.

## Weiteres Leben
Es wird davon ausgegangen, dass Gonçalves und seine Mitreisenden auch 1503, 1504 und 1505 nach Kanada segelten, wie jeweils Sachgeschenke an die Krone (Pfeil und Bogen, Habicht) nahelegen.
Wie lange João Gonçalves noch von seiner königlichen Pension lebte, ist nicht überliefert.